# 鶏投げ

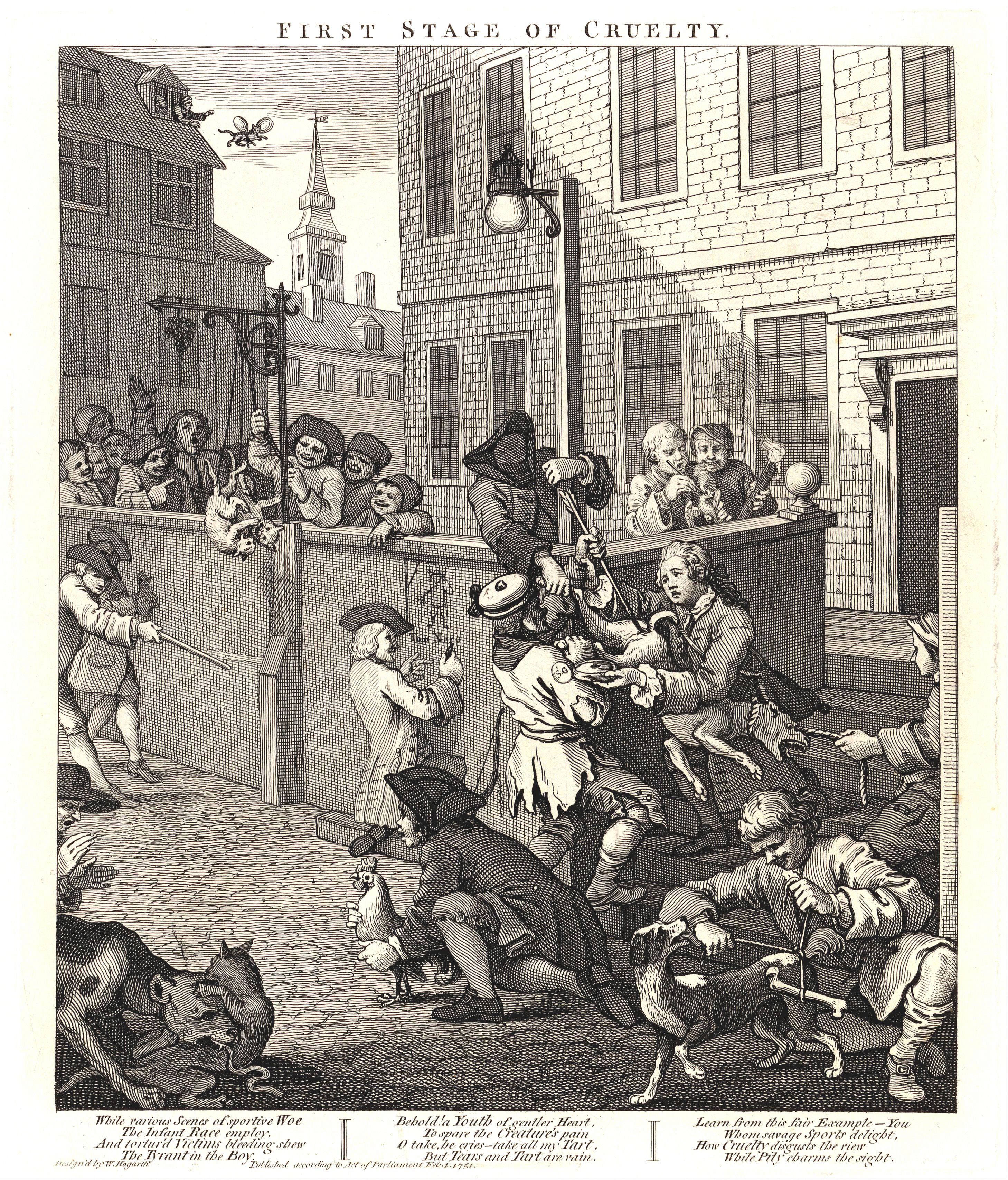
ウィリアム・ホガースの『残酷の4段階』の第1プレートでは、学童たちが鶏投げをする様子が描かれているが、他の者が棒を投げようとしているときに、的となる雄鶏が逃げ出さないように構える行為は危険であるとされていた。

鶏投げ（にわとりなげ、Cock throwing、cock-shying、throwing at cocks）は18世紀後半までのイングランドで広く行われていたブラッド・スポーツである。

## 概要
柱に縛り付けた雄鶏に向かってコクステール（cokstele）と呼ばれる重い棒を順番に投げつけ、雄鶏が死んだところでゲーム終了となる。
トマス・モアは幼少時には鶏に向かってうまく棒を投げられると述懐していた。
もし雄鶏の脚が折れてしまったり、立てなくなるほど弱ってしまったりした場合は、雄鶏を立たせて残酷な遊びを長引かせるために棒で支えることがあった。
鶏投げから派生した遊びとして、雄鶏の代わりにガチョウを使ったもの（ガチョウ引き、英: goose quailing,またはgoose squailing）というものや、雄鶏を地面に掘った穴に入れて目隠しをした者が順番に叩く鶏叩き（英： cock thrashingまたは cock whipping）などがある。また、サセックスでは、1.2～1.5mほど長さの紐につながれた雄鶏に犬をけしかけさせる牛攻めに似た遊びが存在していた。

### 歴史
伝統的にパンケーキ・デイと深く結びついたものとされており、1737年の「ザ・ジェントルマンズ・マガジン」に寄せられた記事では、イギリスの文化において反ガリア主義の風潮が起こっており、雄鶏はフランスを象徴する存在であることから、鶏投げはフランスに対する昔からの憎しみに起因するのではないかとされている

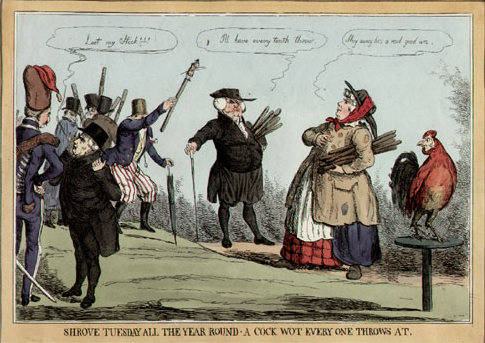
1820年代に描かれた風刺画。この絵では、初代ウェリントン公アーサー・ウェルズリーが、鶏投げの的として描かれている。

鶏投げはどの階級においても娯楽として親しまれており、特に子どもたちの間で遊ばれていたが、闘鶏ほど一般的ではなかった 。
ブリストルのピューリタンの役人たちにより、パンケーキ・デイに鶏や犬や猫を投げる遊びを禁じる法律が1660年に制定された際、徒弟たちによる反乱が発生した。
18世紀半ばから、 イングランドでは価値観の変遷によって、人気は次第に衰えていき、鶏投げに対する罰金刑が制定されたほか、各地で鶏投げを禁止する法律が制定された。
1840年までの間に鶏投げの事例はあったものの、19世紀初頭の時点では、鶏投げという伝統があったことは完全に忘れ去られていた。

## その他
- ウィリアム・ホガースが1751年に出版した版画集『残酷の4段階』において、動物虐待が将来の犯罪の兆候であることを示すために、鶏投げは第1プレートに描かれていた。
  - 随筆家のネイサン・ドレイク（英語版）は「この版画によって鶏投げに対する世間の意識が変わり、行政による規制を強化する効果があった」と1817年に出版された自著『Shakespeare and His Times』の中で述べている[要ページ番号]。
- イギリス国教会の神学者・政治経済学者であるジョサイア・タッカーは1753年に発表した『Earnest and Affectionate Address to the Common People of England Concerning their Usual Recreations on Shrove Tuesday』の中で、鶏投げを「最も残酷で野蛮な娯楽」として批判し、「罪のない生き物に対して延々と行われる虐待行為」とその苦痛に注目した[要ページ番号]。